# Targhe d'immatricolazione della Grecia

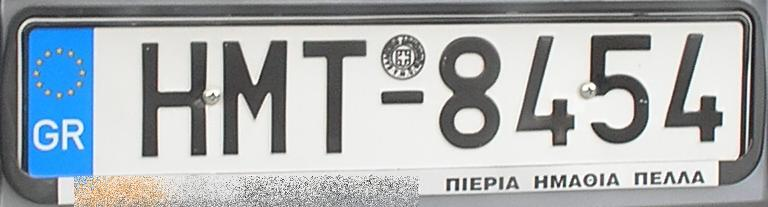
Targa greca standard per autoveicoli con grafica emessa da settembre-ottobre 2004

Le targhe d'immatricolazione della Grecia vengono utilizzate per identificare i veicoli immatricolati nel Paese mediterraneo.

## Sistema attuale

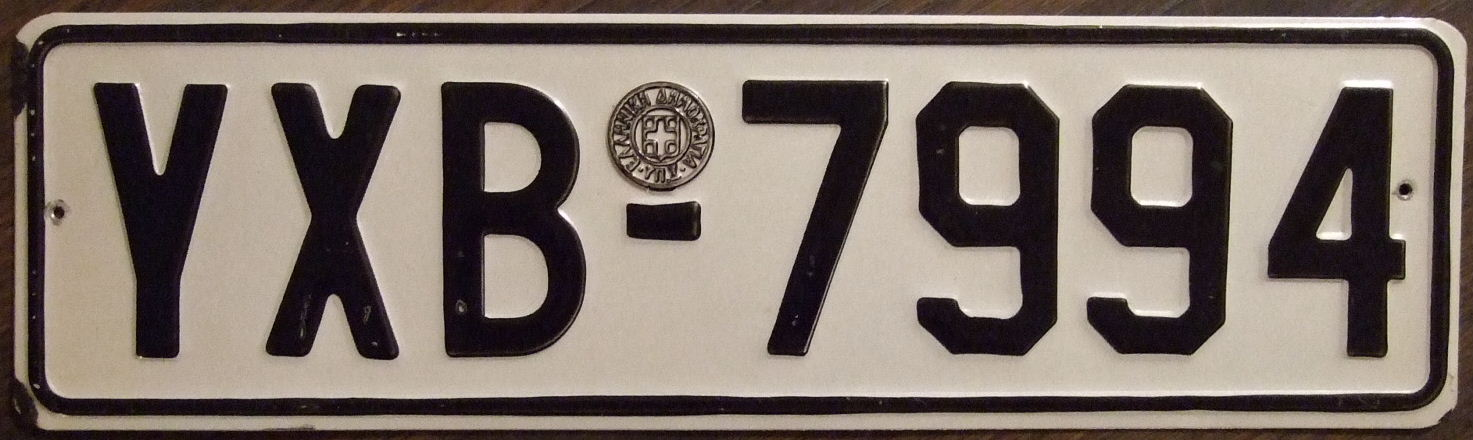
Formato senza banda blu utilizzato da luglio 1983 al 2004

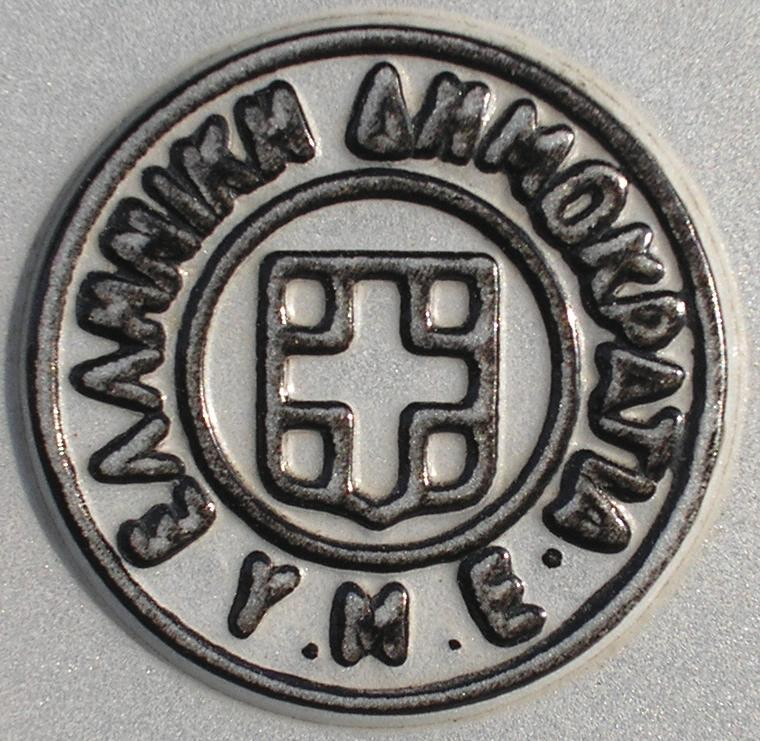
Bollino impresso sulle targhe elleniche

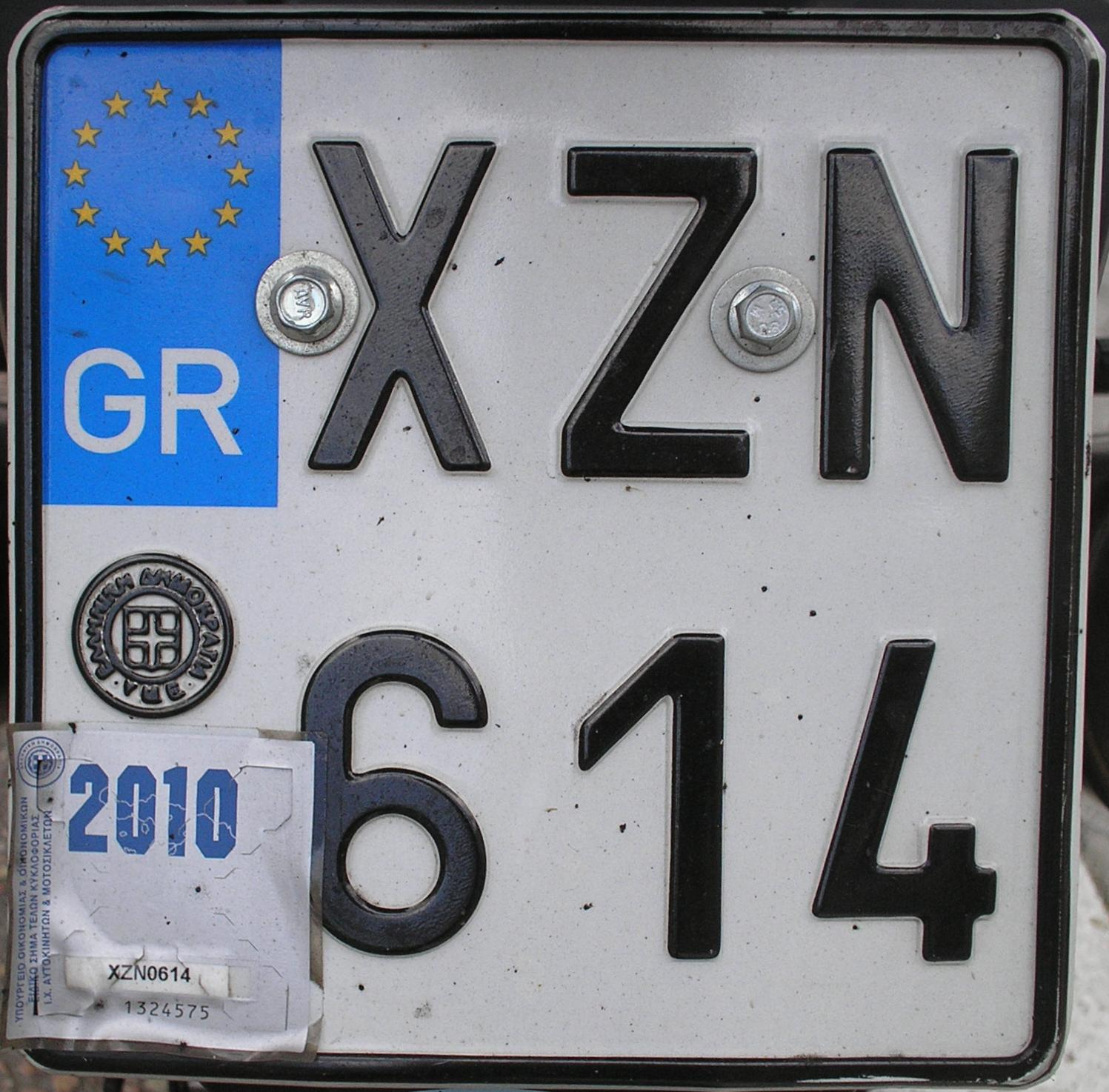
Formato per motoveicoli

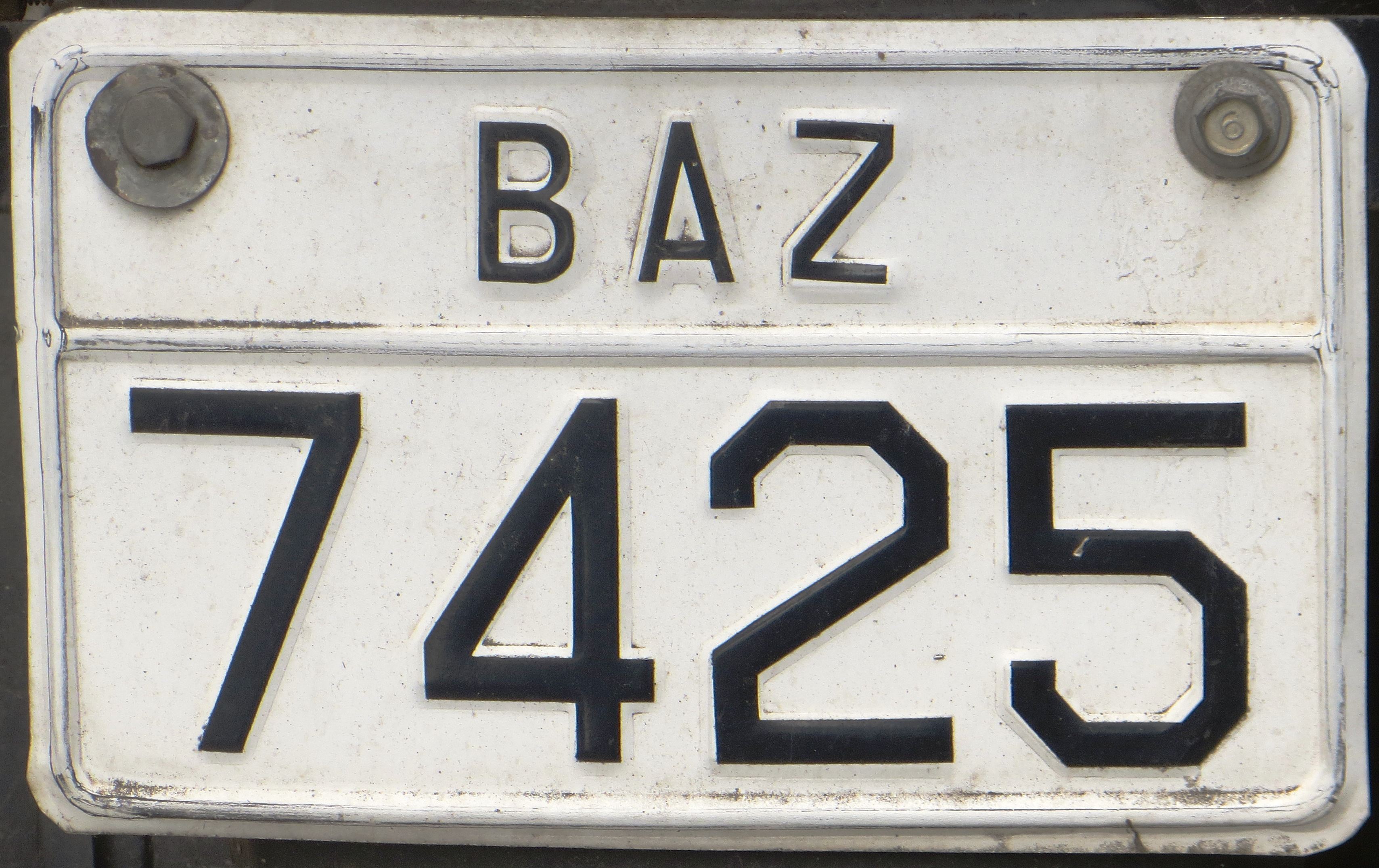
Targa di un ciclomotore

Le targhe ordinarie emesse in Grecia, le cui dimensioni sono di 520 × 110 mm, presentano caratteri neri su sfondo bianco; a sinistra è visibile la banda blu con le dodici stelle gialle disposte in cerchio dell'Unione europea, introdotta tra settembre e ottobre del 2004 negli autoveicoli e nel 2006 nei motoveicoli, che sormonta la sigla automobilistica internazionale GR di colore bianco. Dal 1º luglio 1983 la combinazione consiste in tre lettere, delle quali le prime due (a volte anche la terza) identificano l'area di immatricolazione o il suo capoluogo, seguite da un trattino e un numero a quattro cifre da 1000 a 9999. Nei motoveicoli la numerazione dopo le lettere inizia da 1 e termina con 999.
Vengono utilizzate solamente le lettere presenti sia nell'alfabeto greco che in quello latino: Α, Β, Ε, Η, Ι, Κ, Μ, Ν, Ο, Ρ, Τ, X, Y e Z. 
Sopra il trattino oppure, nelle targhe su due linee, in basso a sinistra, è impresso su un bollino rotondo di colore grigio lo stemma di una croce a bracci uguali (come quella dell'emblema nazionale), attorno alla quale sono scritte in stampatello le parole ΕΛΛΗΝΙΚΗ ΔΗΜΟΚΡΑΤΙΑ ("DEMOCRAZIA ELLENICA"). 
Prima dell'autunno del 2004 le targhe d'immatricolazione posteriori misuravano 425 × 120 mm, quelle anteriori 330 × 100 mm. 
Le targhe su due linee per autoveicoli e motoveicoli misurano 230 × 240 mm, quelle dei ciclomotori 200 × 120 mm. 
Fin dal 1976 questi ultimi si contraddistinguono per una linea orizzontale che separa le due o tre lettere in alto, identificative dell'area d'immatricolazione, dal numero di quattro cifre (di dimensioni maggiori) posizionato sulla riga inferiore; i caratteri standard sono neri su fondo bianco oppure bianchi o grigio argento su fondo nero.

## Unità periferiche e rispettivi codici in uso
Nel seguente elenco sono riportati tra parentesi i capoluoghi qualora non vi sia coincidenza con i nomi delle rispettive unità periferiche (suddivisioni territoriali divenute operative il 1º gennaio 2011 contestualmente all'abolizione delle prefetture), alcune delle quali hanno due distinti uffici e aree di immatricolazione: 
- Acaia (Patrasso / Pátra): AX, AZ, AO, AA, AY
- Arcadia (Tripoli): TP
- Argolide (Nauplia / Nafplio): AP, TM
- Arta: AT
- Atene Centrale / Kentrikí Athína: YA, YB, YE, YZ, YH[1], ZZ[2], ZH, ZK, ZM, IB, IE, IZ, IH[3], IM, IO, IP, IT, IY, XE, XZ, XH, XP, XT, XY, XX, HB, OA, OB, OE, OZ, OH, OI, OK, OM, ON, OO, OT, OY, OX, XM, ZE, ZI, ZO
- Attica Occidentale (Eleusi): YO, YP, YT, ZT, BN, BP
- Attica Orientale (Pallene): YY, YX, ZY, ZX, BK, BM
- Beozia / Voiotía (Livadeia): BI, BY
- Calcidica (Polygyros): XK (tranne XKZ), MA
- Candia / Īrákleio: HP, HK[4], HZ, HH, HI, HT
- Cefalonia / Kefallinia (Argostoli): KE (tranne KEE)
- Chio: XI, XO
- Cicladi (Ermopoli): EM, EZ, EN, EO
- Corfù / Kérkyra: KY, ET, TB, TE
- Corinzia / Korinthia (Corinto / Kòrinthos): KP, PB
- Dodecaneso (Coo / Kos): KX[5], EA
- Dodecaneso (Rodi): PO, PK, PY, PX
- Drama: PM (tranne PMZ), TO
- Elide / Ilia (Pyrgos): HA, HE
- Emazia (Veria): HM, HX
- Etolia-Acarnania (Agrinio): AI (tranne AII), TH
- Etolia-Acarnania (Missolungi / Mesolongi): ME
- Eubea / Evvoia (Calcide): XA (tranne XAA), EH, EI
- Euritania / Evritania (Karpenisi): KH (tranne KHI, KHO, KHY)
- Evros (Alessandropoli / Alexandrupoli): EB (tranne EBB), MX
- Evros (Orestiada): OP
- Florina: PA (tranne PAA, PAI, PAO, PAY)
- Focide (Amfissa): AM
- Ftiotide (Lamia): MI, HY
- Giannina / Ioànnina: IN, II
- Grevena: PN
- Il Pireo / Pireás: YI, YK, YM, YN, ZN, ZP, BE, BZ, BH, BX, TZ
- Karditsa: KA (tranne KAA), MK
- Kastoria: KT
- Kavala: KB (tranne KBB), AB
- Kilkis: KI, EX
- Kozani: KZ (tranne KZZ), MN
- La Canea / Hania: XN, XB, TY
- Laconia (Sparta): AK, MP
- Larissa / Lárisa: PI, PP, PT
- Lasithi (San Nicolò / Agios Nikolaos): AN, AE
- Lesbo / Lesvos (Mirina): MH
- Lesbo / Lesvos (Mitilene): MY[6], MT
- Leucade / Lefkada: EY (tranne EYY)[7]
- Magnesia (Volo / Vólos): BO[8], BB, BA, BT
- Messenia (Calamata / Kalamáta): KM, MZ
- Pella (Edessa): EE (tranne EEE), MM
- Pieria (Katerini): KN (tranne KNZ), TI
- Prevesa / Prèveza: PZ (tranne PZB), TX
- Retimo / Réthymno: PE, PH
- Rodopi (Komotini): KO[9], KK, TT
- Salonicco / Thessaloniki: NA, NB, NE, NZ, NH, NI, NK, NM, NN, NO, NP, NT, NY, NX
- Samo: MO[10], MB
- Serres: EP, IX
- Tesprozia (Igoumenitsa): HN
- Trikala: TK, TN
- Xanthi: AH (tranne AHH), HO
- Zante / Zákynthos: ZA, ZB

## Varianti del formato standard

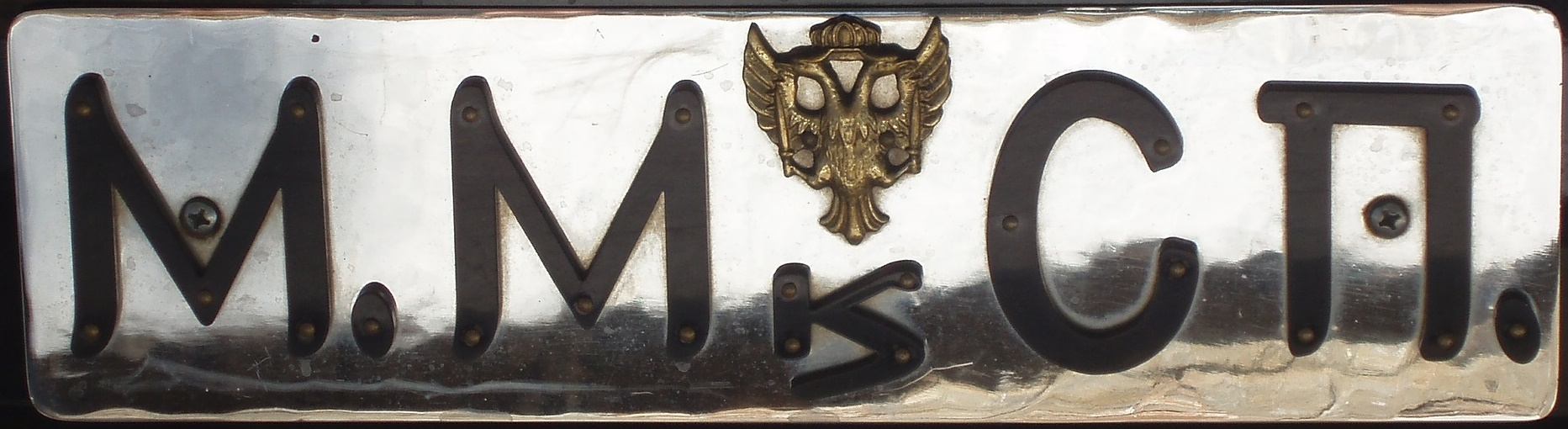
Targa apposta sull'autovettura del metropolita di Monembasia (seconda "M") e Sparta (CΠ = ΣΠÁPTH)

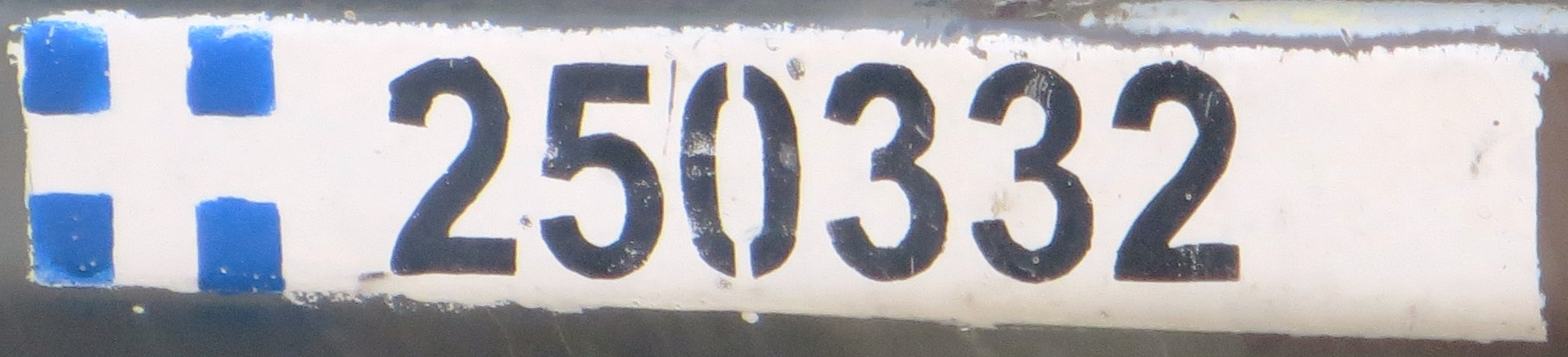
Targa di un automezzo militare

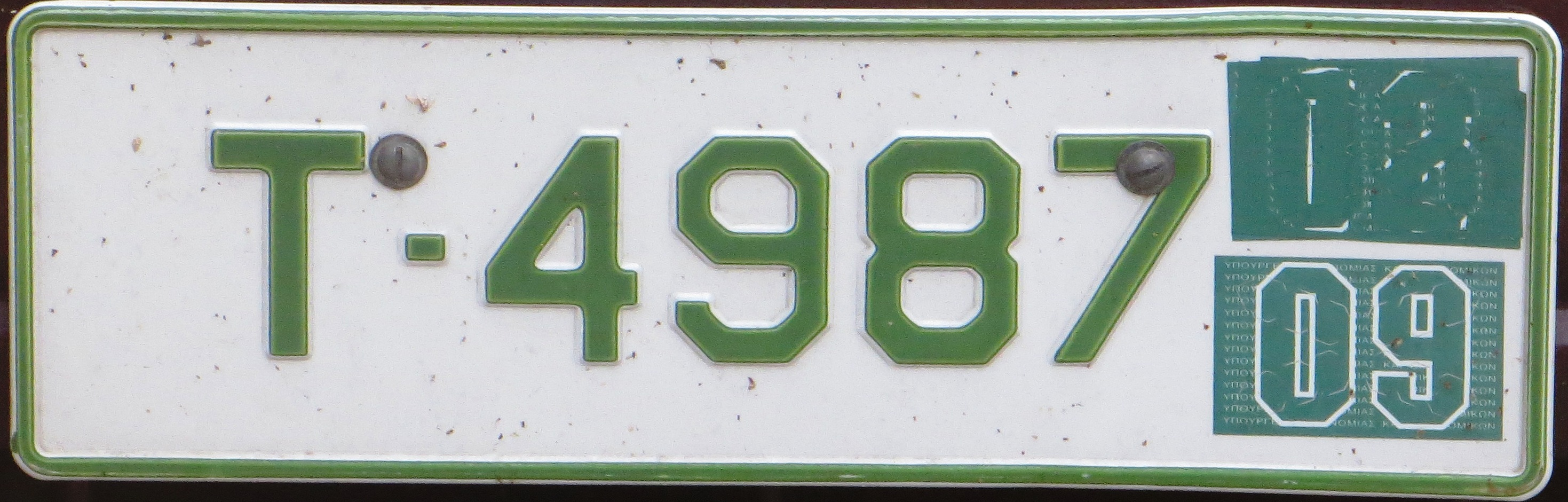
Targa da esportazione (T = ufficio doganale di Salonicco)

- Caratteri neri su fondo bianco o dorati (e spesso in rilievo) su fondo grigio chiaro o nero, a sinistra si trova una M (iniziale di Μητροπολίτης) che precede l'iniziale o le prime lettere della città sede dell'autorità, al centro è posizionato quasi sempre lo stemma di un'aquila bicipite - Autovetture ufficiali dei metropoliti
- Numero di quattro cifre nere partendo da 1000 (esempio: 1234) - Filobus di Atene
- Stemma della Grecia seguito da un numero nero di sei cifre, oppure stemma della Grecia seguito dalla dicitura "HELLENIC ARMY" di colore celeste in alto e sei cifre nere in basso - Esercito greco
- Caratteri verdi su fondo bianco riflettente, una sola lettera che precede un trattino e un numero di quattro cifre - Targa provvisoria rilasciata a cittadini stranieri residenti in Grecia e a impiegati del Ministero degli affari esteri (che normalmente risiedono all'estero) quando per lavoro tornano nel territorio ellenico. La validità è solitamente di un anno ma può essere prorogata[11]. A destra sono impresse, in due rettangoli verdi adesivi dagli ultimi mesi del 2006 mentre in precedenza erano in rilievo, le ultime due cifre dell'anno di validità e quelle corrispondenti al mese della validità stessa, rispettivamente in alto e in basso[12]. La lettera indica la città sede dell'ufficio doganale di immatricolazione, secondo il seguente schema:

| Lettere    | Sede dell'ufficio doganale di immatricolazione |
| ---------- | ---------------------------------------------- |
| A, B, E, Z | Il Pireo (Pireás, dogana centrale)             |
| H, I       | Candia (Īrákleio)                              |
| P, M, N    | Patrasso (Pátra)                               |
| T, Y, X    | Salonicco (Thessaloniki)                       |

### Monte Athos

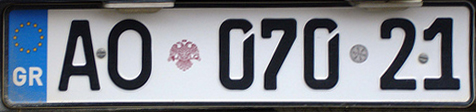
La targa apposta su un'auto della Sacra Comunità del Monte Athos con il formato in uso dall'autunno 2004

Lo Stato Monastico Autonomo del Monte Athos, di sovranità greca, emette targhe distinte. Dall'autunno del 2004 la sigla AO, le cui lettere sono le iniziali di Άγιο Όρος (cioè Monte Athos), è seguita dallo stemma di un'aquila bicipite incoronata e da due numeri separati da un ologramma, il primo di tre e il secondo di due cifre identificative del monastero (da 01 a 20) o dei membri della Sacra Comunità (21) in base allo schema sotto riportato. A differenza delle targhe greche ordinarie, il font utilizzato è il FE-Schrift.
- 01 - Megisti Lavra
- 02 - Vatopedi
- 03 - Iviron
- 04 - Hilandar
- 05 - Dionysiou
- 06 - Koutloumousiou
- 07 - Pantokratoros

- 08 - Xeropotamou
- 09 - Zografou
- 10 - Dochiariou
- 11 - Karakalou
- 12 - Philotheou
- 13 - Simonos Petra
- 14 - Agiou Pavlou

- 15 - Stavronikita
- 16 - Xenophontos
- 17 - Osiou Gregoriou
- 18 - Esphigmenou
- 19 - Agiou Panteleimonos
- 20 - Konstamonitou
- 21 - la Sacra Comunità

## Codici speciali

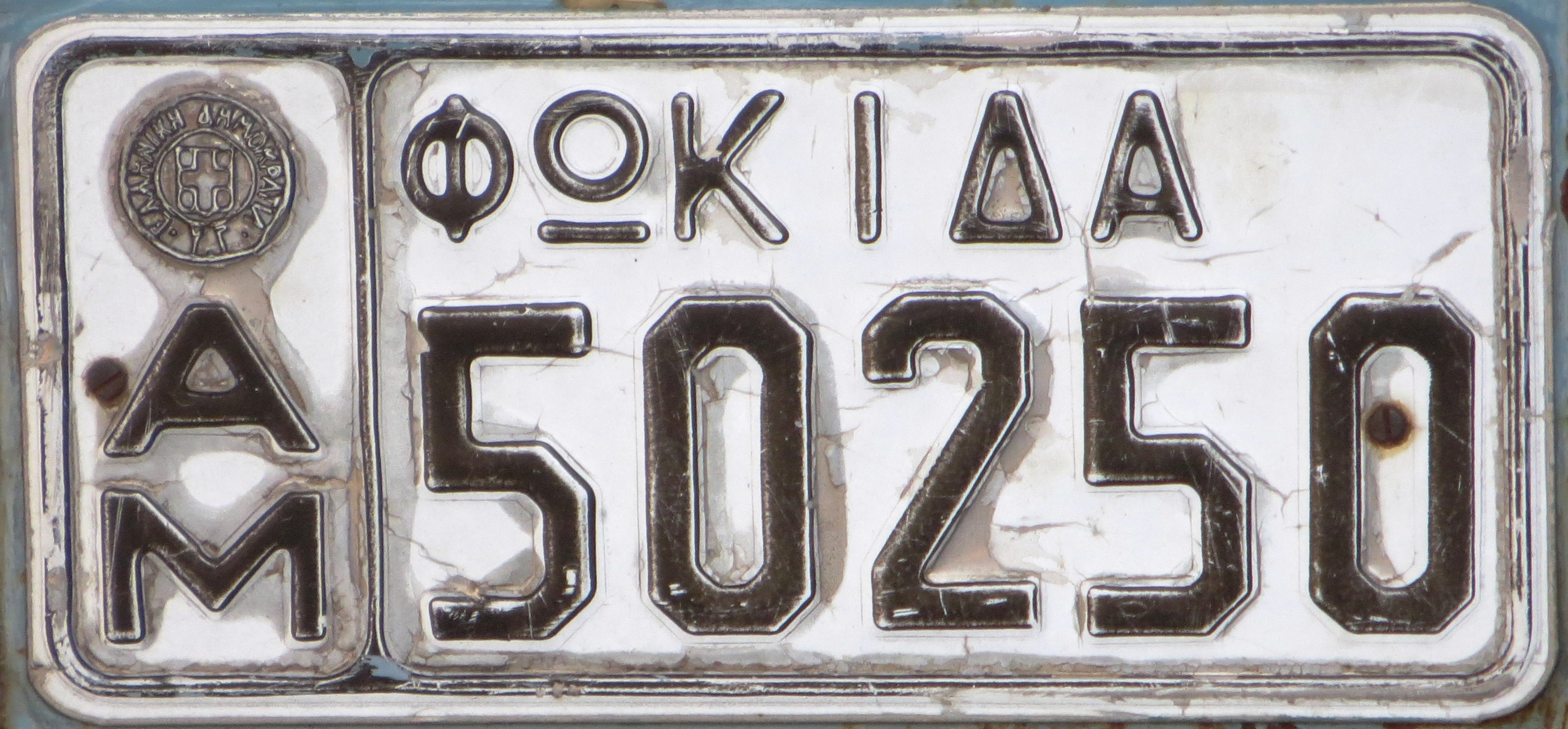
Formato per macchine agricole

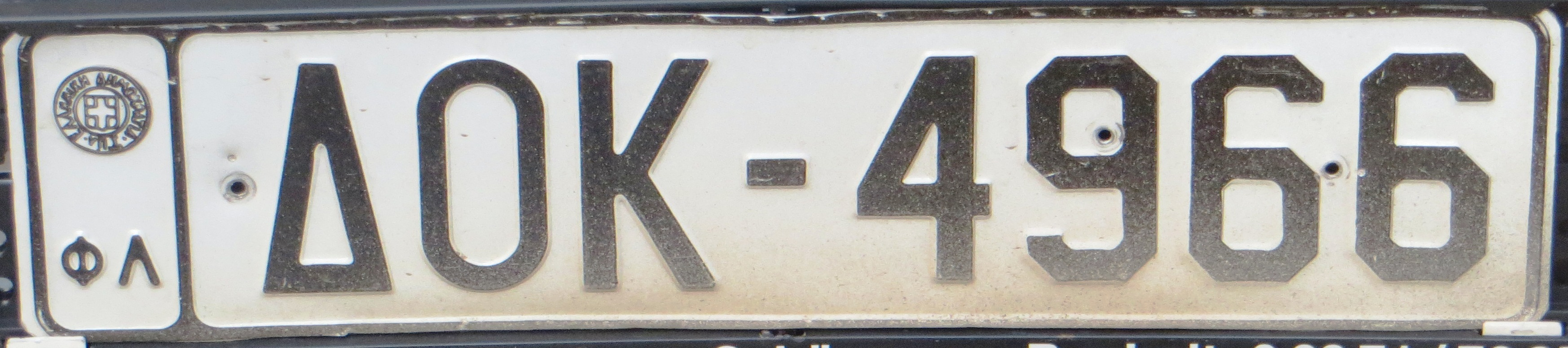
Targa prova di un camion o autobus

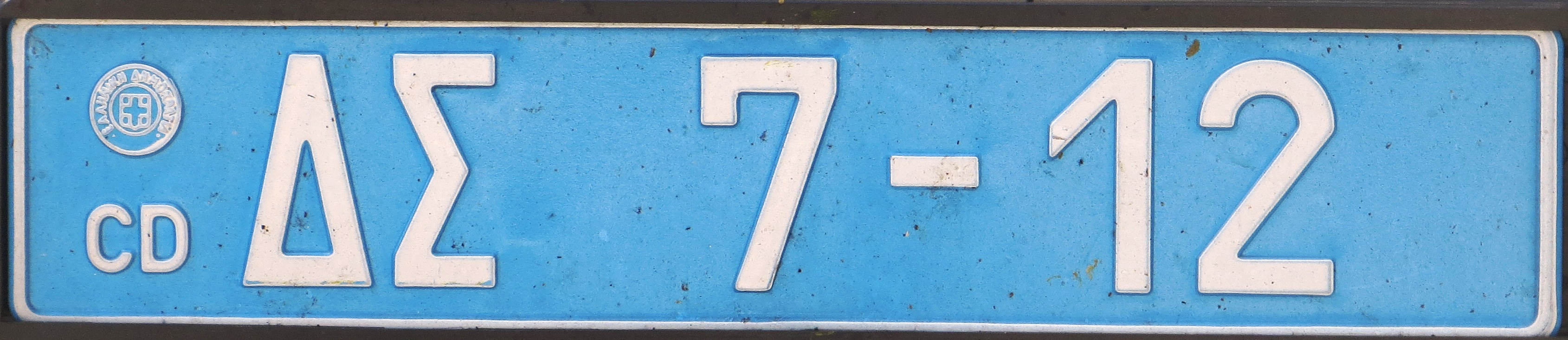
Targa di una vettura di un ambasciatore con formato attuale

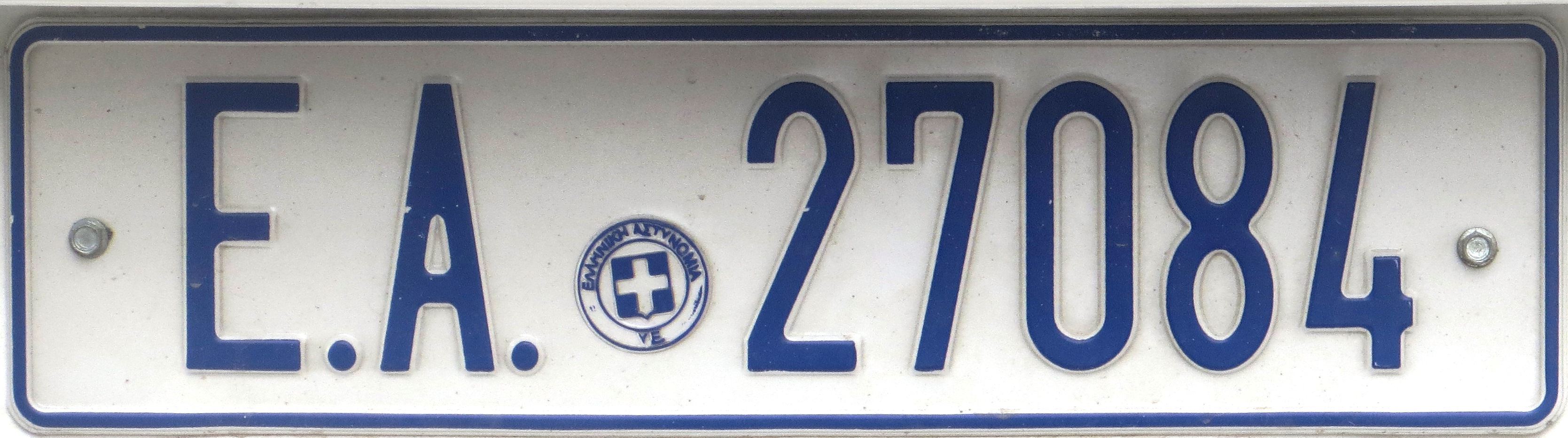
Targa di un automezzo della Polizia

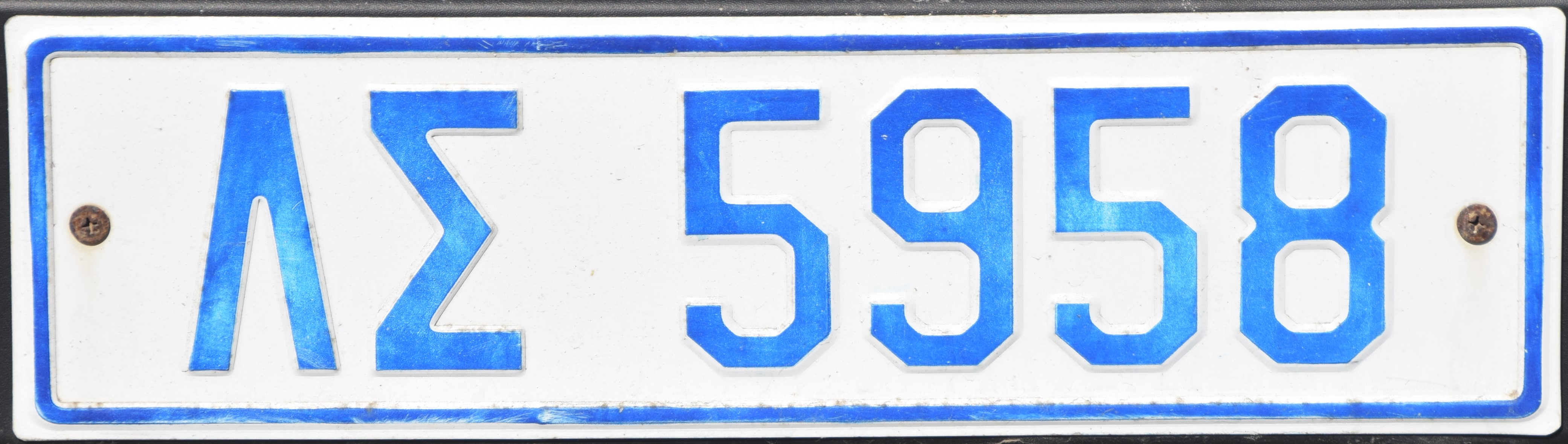
Formato per veicoli della Guardia Costiera o Polizia portuale

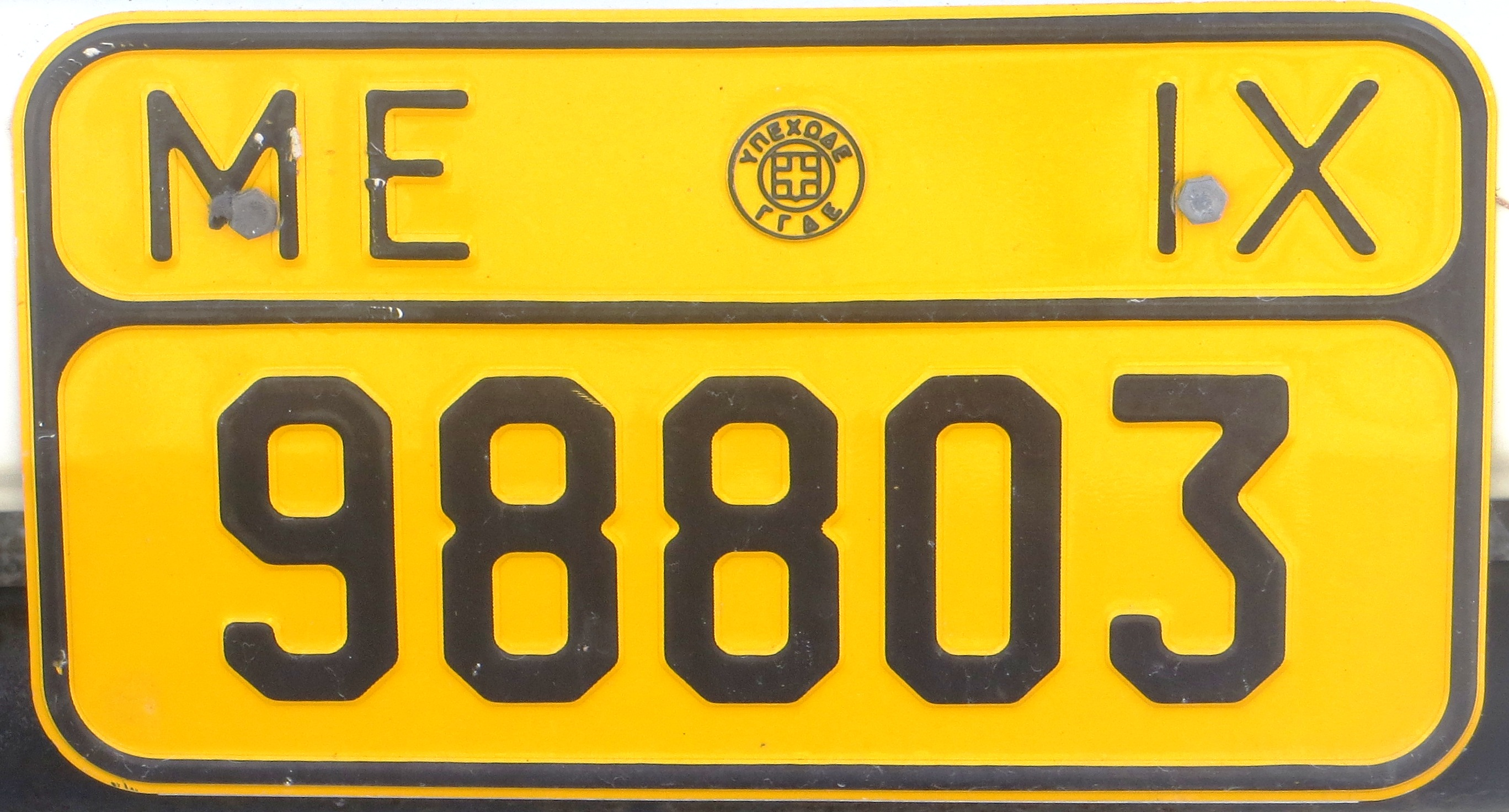
Formato per macchine edili o veicoli speciali

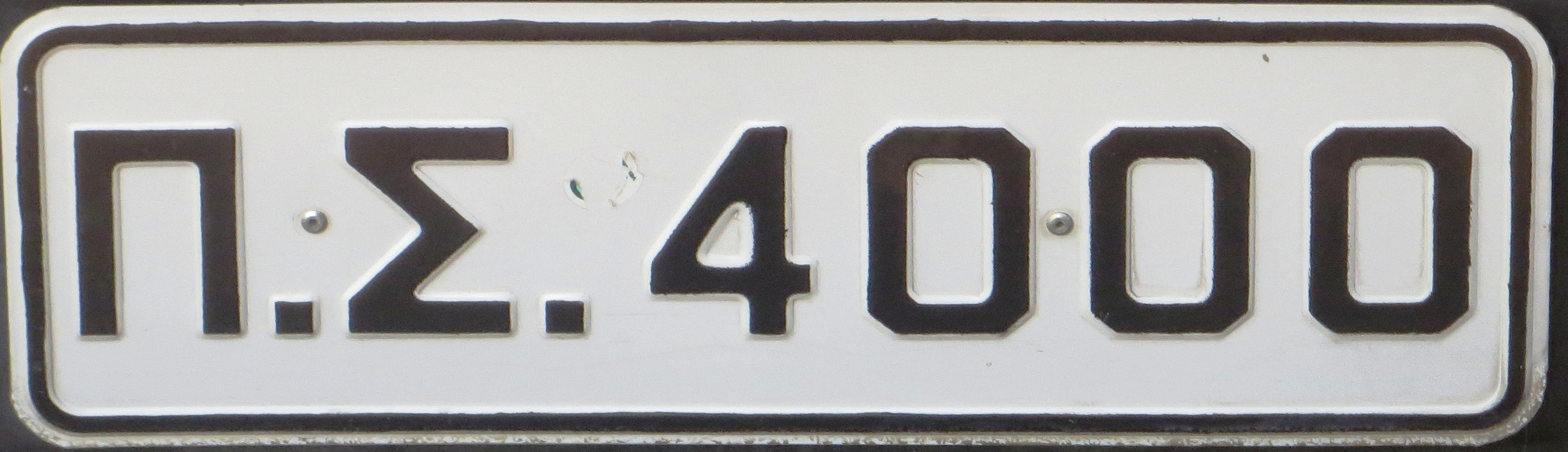
Targa di un mezzo in dotazione ai Vigili del fuoco

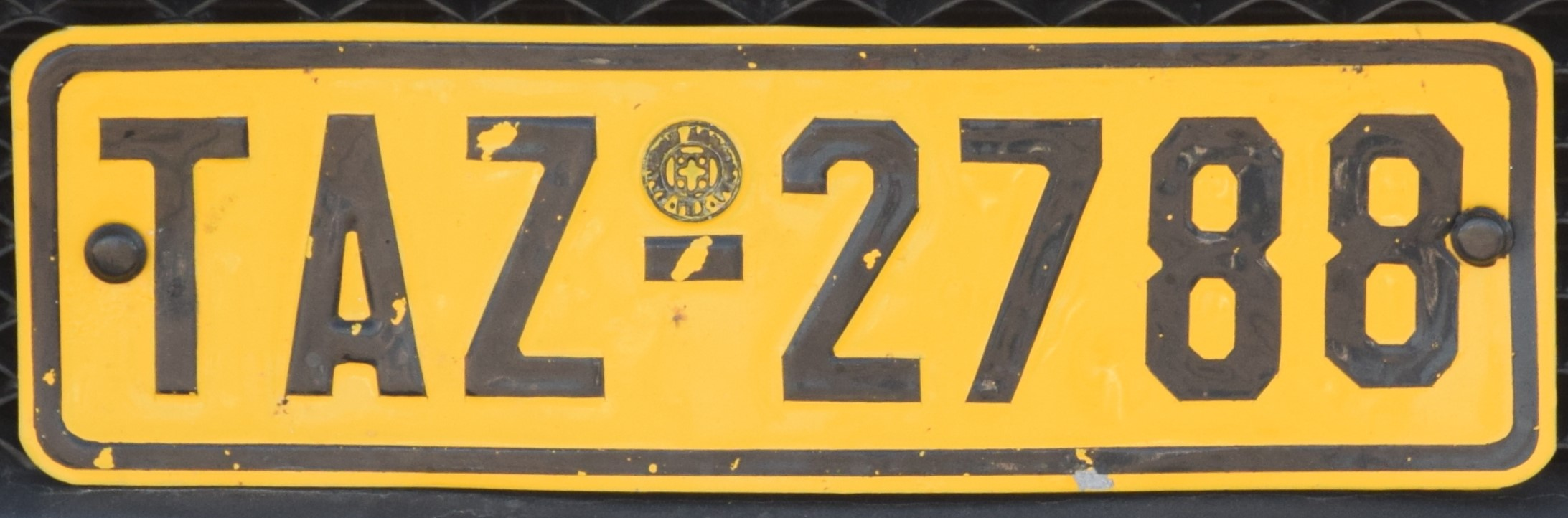
Targa di un taxi

- A A - Αρχιεπισκοπή Αθηνών = Arcidiocesi di Atene
- AI [A] (caratteri bianchi in campo azzurro) - Aeroporto Internazionale di Atene
- AM (lettere allineate in verticale a sinistra; a destra, sopra un numero di cinque cifre, è scritto per esteso in greco il nome dell'unità periferica) - Αγροτικά Μηχανήματα = macchina agricola
- AN.Π. (caratteri bianchi su fondo azzurro) - Ανάπηροι Πόλεμου = veicolo per invalidi di guerra
- ΔΟΚ - Δοκιμαστικές = veicolo in prova (targa per proprietari di concessionarie o autofficine)[13]
- ΔΣ (caratteri bianchi su fondo azzurro, a sinistra sono posizionate le lettere CD di dimensioni ridotte sotto il bollino rotondo) - Διπλωματικό Σώμα = Corpo diplomatico[14]
- E.A. (caratteri blu o neri) - Ελληνική Αστυνομία = Polizia greca
- EE [I] (caratteri rossi) - vettura a tassazione ridotta per importatori di veicoli non residenti in Grecia o per famiglie con almeno quattro figli
- EK [A, B, E], ERS (caratteri neri su fondo giallo) - Φορτηγό Εθνικών Μεταφορών = camion autorizzato al trasporto nazionale di merci
- EΣ - Ελληνικός Στράτος = Esercito greco
- EY [Y] - autoveicolo esentasse di una società offshore
- GH - veicolo della Goldair Handling all'interno dell'Aeroporto Internazionale di Atene
- IA [A] (caratteri neri su fondo giallo) - Tουριστικό Λεωφορείο = pullman o autobus noleggiato ad aziende per il trasporto turistico di persone su strada
- IA [B, E, Z] (caratteri neri su fondo giallo) - Φορτηγό Διεθνών Μεταφορών = camion autorizzato al trasporto internazionale di merci
- IO, I.O. (caratteri blu dal 2024, in precedenza erano neri su fondo giallo e presumibilmente prima del 2012 azzurri su fondo giallo) - Ιστορικό Όχημα = veicolo storico immatricolato da più di 20 anni[15]
- KH [I, H] (caratteri neri su fondo arancione) - Κρατικό Αυτοκίνητο = veicolo governativo
- KK [Y], KT [Y] (caratteri neri su fondo arancione) - Κρατική Υπηρεσία = veicolo governativo
- KT [I, O, T] (caratteri rossi) - vettura a tassazione ridotta per famiglie con almeno quattro figli
- ΛΣ, Λ.Σ. (caratteri blu o neri) - Λιμενικό Σώμα = Guardia Costiera, Polizia portuale
- ME IX, KY ME[16](fondo giallo, una linea orizzontale separa la riga superiore da quella inferiore, dove è posizionato un numero progressivo di non più di sei cifre) - Μηχάνημα Έργων = macchina edile o veicolo speciale, ad esempio per la manutenzione delle strade o in dotazione agli aeroporti
- NX [A, Y] (caratteri neri su fondo giallo) - Φορτηγό Νομαρχιακών Μεταφορών = camion adibito al trasporto di merci all'interno di un'unità periferica[17]
- ΞΑ (caratteri neri su fondo arancione dalla metà del 2012, giallo fino alla metà dell'anno suddetto) - Ξένες Αποστολές = missioni diplomatiche all'estero
- OA (caratteri bianchi su fondo azzurro o neri su fondo bianco) - veicolo della compagnia Olympic Airlines (all'interno di aeroporti)
- OM (caratteri blu) - Oμοσπονδία Mηχανοκίνητου Αθλητισμού Eλλάδος = veicolo della Federazione degli Sport Motoristici della Grecia
- ΠΑ - Πολεμική Αεροπορία = Aeronautica Militare
- ΠBΚ - Πεδίο Βολής Κρήτης = Poligono di artiglieria a Creta
- ΠΚ - Πρόεδρος της Κυβέρνησης = autovettura riservata al capo del governo (Primo ministro)
- ΠΝ (caratteri neri su fondo bianco o bianchi su fondo azzurro) - Πολεμικό Nαυτικό = Marina da guerra
- ΠΣ, Π.Σ. - Πυροσβεστικό Σώμα = Vigili del fuoco
- T [A–X] - Τρέιλερ/Trailer = rimorchio con peso a vuoto >3,5 t (dal 2022)
- TA [A, B, E, Z, H] (caratteri neri su fondo giallo, dal 2002) - Ταξί = taxi

## Codici speciali terminati

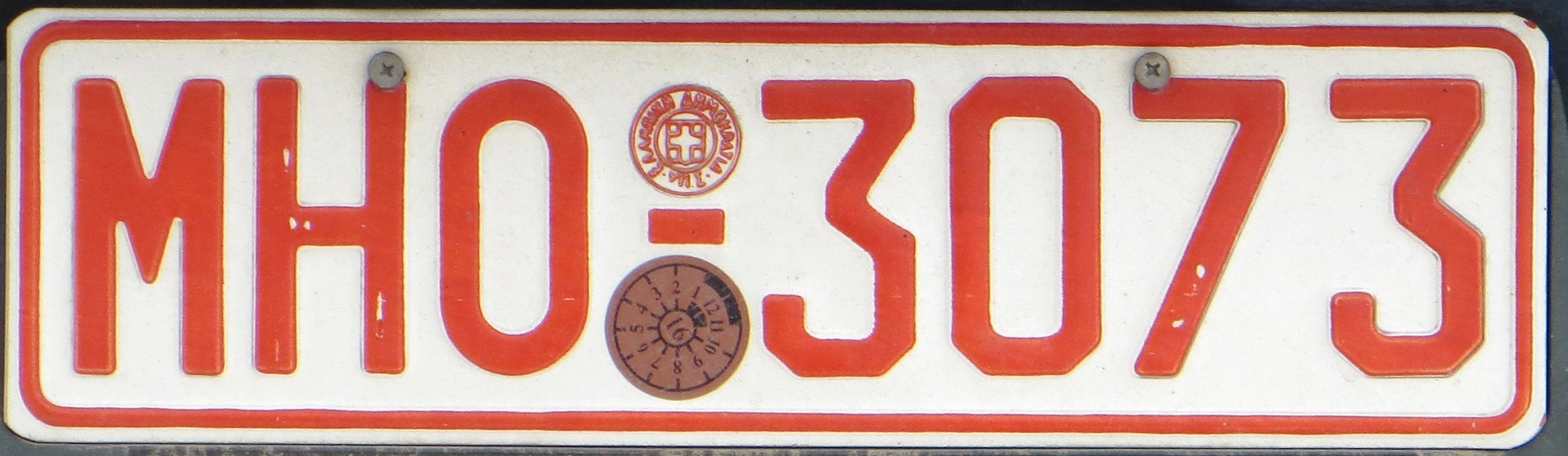
La serie "MH" terminata nel 2010 per autovetture a tassazione ridotta

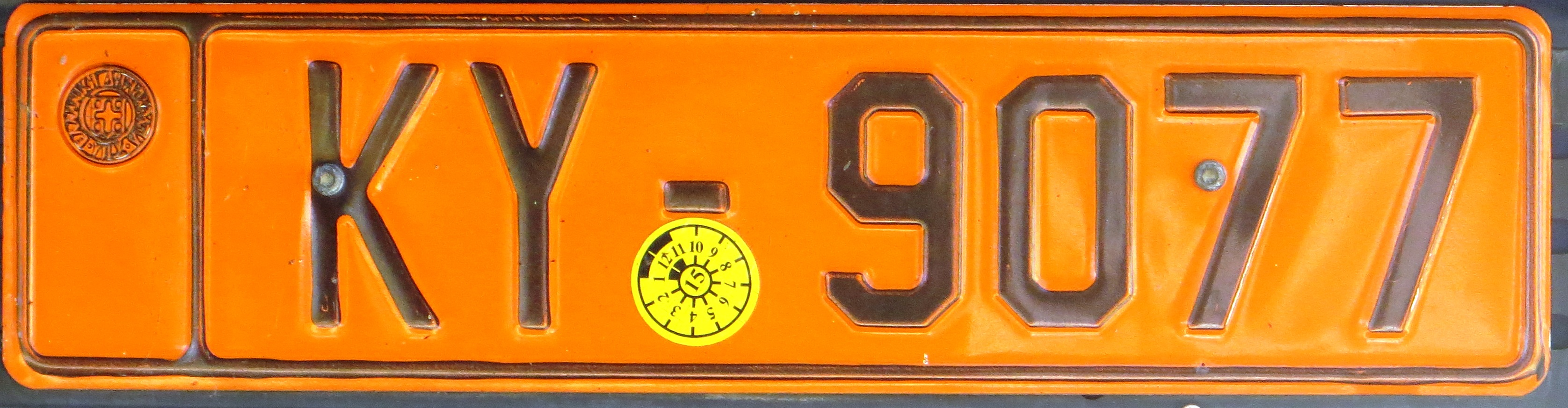
Targa (del tipo cessato nel 1991) di un veicolo governativo

- AM [O, P, T, Y, X] (caratteri rossi) - autovettura a tassazione ridotta per famiglie con almeno quattro figli o per importatori di veicoli non residenti in Grecia (1989–1992)
- EE [E] (caratteri rossi) - autovettura a tassazione ridotta per importatori di veicoli non residenti in Grecia o per famiglie con almeno quattro figli (2010–2017)
- KH [A, O, Y] (caratteri neri su fondo arancione) - Κρατικό Αυτοκίνητο = veicolo governativo (1991–2003)
- KY (caratteri neri su fondo arancione) - Κρατική Υπηρεσία = veicolo governativo (1983–1991)
- KX [O, Y], MH [I, O, Y], MO [I, M, Y], PA [I, O, Y] (caratteri rossi) - autovettura a tassazione ridotta per famiglie con almeno quattro figli o per importatori di veicoli non residenti in Grecia (1992–2010)
- P - Pυμουλκούμενο = rimorchio con peso a vuoto >3,5 t (fino al 2022)
- PI [A], PN [I, M, N, O, P] (caratteri rossi)[18] - veicolo commerciale pubblico a tassazione ridotta per trasporti nazionali (1991–2002)

## Targhe cessate dei taxi

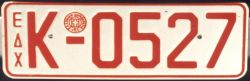
Formato per taxi terminato nel 2002

Da agosto 1986 fino al 2002 le targhe dei taxi avevano caratteri rossi su bianco riflettente con le lettere piccole ΕΔΧ, iniziali di Επιβατηγά Δημόσιας Xρήσης (ovvero "autovettura ad uso pubblico omologata per il trasporto di passeggeri"), allineate verticalmente prima di una singola lettera grande identificativa della prefettura in cui operava il veicolo. A destra della lettera erano posizionati il bollino rotondo sopra un trattino e un numero seriale di quattro cifre.

## Forze Alleate in Grecia (AFG)

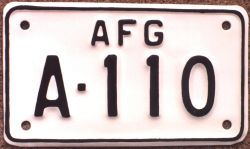
Targa di un motociclo delle Forze Alleate in Grecia

Gli automezzi delle Allied Forces in Greece hanno targhe bianche di formato americano con caratteri e bordo neri. Sono in uso dal 1979. 
Le lettere AFG sormontano una lettera, un trattino e quattro cifre o, più recentemente, una lettera, un trattino, un'ulteriore lettera seriale (partendo da A) e tre cifre. È probabile che la lettera anteposta al trattino indichi il distretto della base militare: A - Atene, I - Iraklion, T - Salonicco. 
Nei motocicli la sigla AFG di dimensioni ridotte è posizionata sopra la lettera identificativa del distretto, un trattino corto e un numero di tre cifre.

## Sistema utilizzato dal 1972 al 30 giugno 1983

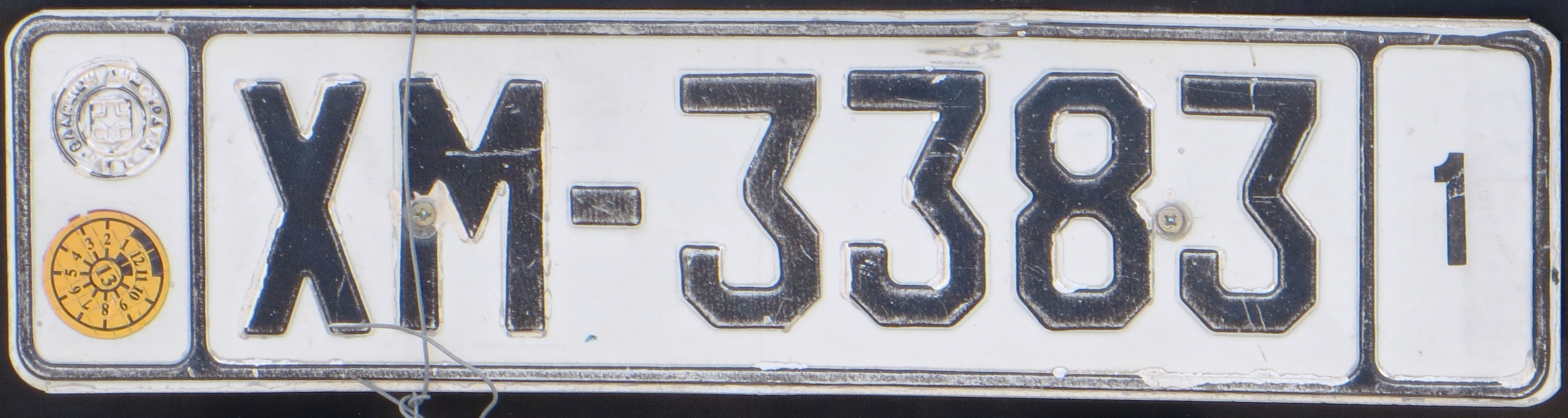
Targa posteriore di un veicolo immatricolato nella prefettura di Atene con formato emesso dal 1972 al 30 giugno 1983

Tra il 1972 e il 30 giugno 1983 le targhe emesse erano simili a quelle in uso negli anni successivi; si differenziavano per il numero delle lettere che precedevano le cifre: due anziché tre. Fra cifre e lettere era posizionato un trattino. La serie numerica iniziava con 1 e terminava con 999 nei motocicli, mentre negli altri veicoli incominciava con 1000 e terminava con 9999. 
Le targhe posteriori avevano a sinistra due bollini rotondi: quello in alto con lo stemma nazionale, quello in basso (colorato) con l'indicazione dei due mesi entro i quali il proprietario del veicolo doveva effettuare il controllo tecnico annuale; a destra era invece impresso un codice numerico di dimensioni ridotte (con le cifre allineate in verticale se erano due) che identificava la prefettura. Alcune sigle automobilistiche erano comuni a più di una prefettura, per cui era necessario considerare anche la prima cifra dopo le lettere. Le targhe delle macchine agricole erano dipinte a mano, quelle dei ciclomotori riportavano per esteso o abbreviato il nome della prefettura.
Dal 2001 le targhe degli autoveicoli e motoveicoli immatricolati con questo sistema possono essere riemesse con il formato attuale.

### Codici numerici, ex prefetture corrispondenti e relative sigle automobilistiche
- 1 = Atene: BA, BB, BE, BZ, BH, BI, BK, BM, BN, BO, BP, BT, BY, BX, EA, EB, EE, EZ, EH, EI, EK, EM, EN, EO, EP, ET, EY 1-2, ZA, ZB, ZE, ZZ, ZH, ZI, ZK, ZM, ZN, ZO, ZP, ZT, ZY, ZX, HE, HH, II, IK, IY, OA, OB, OE, OZ, OH, OI, OK, OM, ON, OO, OP, OT, OY, OX, TT, YA, YB, YE, YZ, YH, YI, YK, YM, YN, YO, YP, YT, YY, YX, XA, XB, XE, XZ, XH, XI, XK, XM
- 2 = Il Pireo, Attica Occidentale e Orientale: AA, AB, AE, AZ, AH 1-5, HY, HX 1-6
- 3 = codice non utilizzato
- 4 = Beozia: AH 6-9, AI, HT 7-9, XN 1-3
- 5 = Eubea: AK, HX 7-9, AM, XN 4-6
- 6 = Lesbo: AN, XO 9, XN 7-9
- 7 = Chio: AP, XO 1-3
- 8 = Samo: AT
- 9 = Dodecaneso: AO, AY, XO 4-6
- 10 = Cicladi: AX
- 11 = Calcidica: NH, XO 7-8
- 12 = Salonicco: EY 3-9, MA, MB, ME, MZ, MH, MI, MK, MM, MN, MO, MP, MT, MY, MX, NA, NB, NE
- 13 = Kilkis: NI, XP 1-3
- 14 = Pella: NK, NZ 1-4, KH 2-4
- 15 = Florina: NM, KH 1
- 16 = Kastoria: NN, XP 4-6
- 17 = Kozani: NP, NT, KH 5-6, XP 7-9
- 18 = Emazia: NO, NY, KH 7
- 19 = Pieria: NX, NZ 5-9, KH 8-9
- 20 = Acaia: PA, PB, PE, IP 4-8
- 21 = Elide: PZ, PY 6-9, XT 1-3
- 22 = Messenia: PH, PO 9, PX 6-9, XT 4-6
- 23 = Laconia: PI, TM 8-9, XT 7-9
- 24 = Arcadia: PK, TP 5, XY 1-3
- 25 = Argolide: PM, IE 7-9, IN 7-8, XY 4-6
- 26 = Corinzia: PN, XX
- 27 = Focide: PO 1-8
- 28 = Etolia-Acarnania (Missolungi: PP, PT 1-6, IZ 9, IT 7-9, XY 7-9; Etolia-Acarnania (Agrinio): PT 7-9
- 29 = Cefalonia: PY 1-5
- 30 = Zante: PX 1-5
- 31 = Magnesia: TA, TB, TE, TM 7
- 32 = Larissa: TZ, TH, TI, TK
- 33 = Grevena: TM 1-6
- 34 = Trikala: TN, TP 8-9, IP 1-3
- 35 = Karditsa: TO, TP 6-7, IT 1-4
- 36 = Euritania: TP 1-4
- 37 = Ftiotide: TY, TX, IT 5-6
- 38 = Giannina: IA, IB
- 39 = Tesprozia: IE 1-6, IN 9
- 40 = Prevesa: IZ 1-8
- 41 = Arta: IH, IP 9
- 42 = Corfù: IM, IO
- 43 = Leucade: IN 1-6
- 44 = La Canea: HA, HB, HP 7-9
- 45 = Retimo: HZ, HP 1-2, HT 5-6
- 46 = Candia: HI, HK, HM, HN, HP 3-6
- 47 = Lasithi: HO, HT 1-4
- 48 = Evros: KA, KB
- 49 = Rodopi: KE, KT 1-3
- 50 = Xanthi: KZ, KX 1-3
- 51 = Drama: KI, KT 9, KX 4-6
- 52 = Kavala: KM, KN, KT 4-6, KX 7-9
- 53 = Serres: KO, KP, KT 7-8

## Sistema utilizzato dal 1956 al 31 dicembre 1971

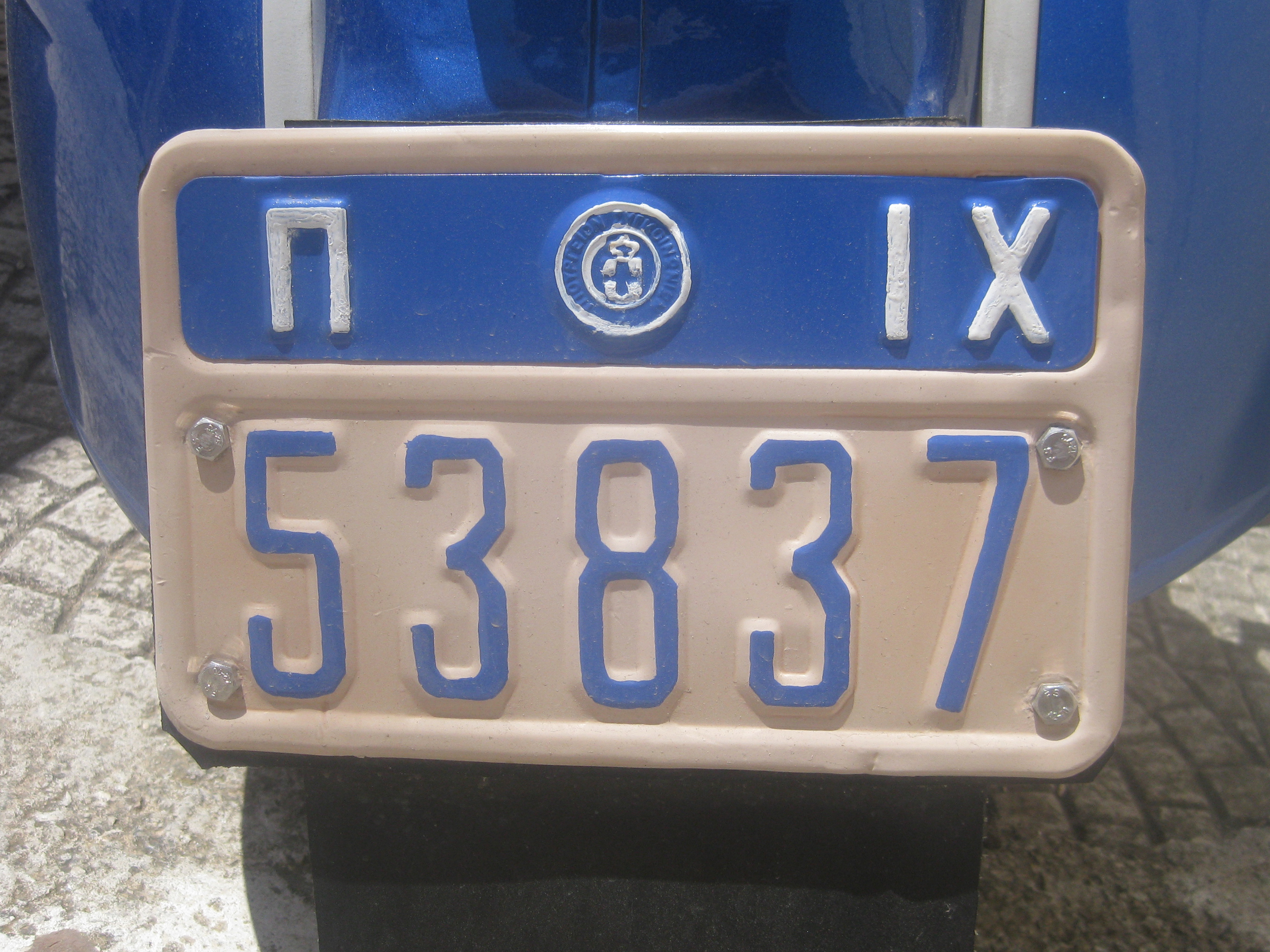
Formato in uso dal 1956 alla fine del 1971 per veicoli privati immatricolati a Patrasso

Nel 1956 il sistema consisteva semplicemente in un numero variabile di cifre. Si iniziò da "1" fino ad arrivare a circa "451000", sebbene non tutte le combinazioni numeriche venissero utilizzate. I caratteri erano neri su fondo bianco. Su una banda generalmente azzurra, posizionata nella parte superiore delle targhe anteriori e posteriori, una o due lettere bianche a sinistra identificavano l'area di immatricolazione, mentre un'altra o altre due lettere dello stesso colore, a destra del bollino rotondo con lo stemma nazionale, indicavano il tipo di veicolo e il suo uso (per esempio privato o pubblico, vd. infra). A partire dal 1960 le targhe anteriori non ebbero più la banda azzurra in alto e la loro altezza si ridusse. I proprietari dei veicoli con targhe di questo formato non dovettero sostituirle quando nel 1972 fu introdotto il sistema con la serie alfanumerica. È tuttora possibile notare queste targhe su alcuni veicoli immatricolati negli anni suddetti.

### Lettera/e e aree di immatricolazione corrispondenti
- A - Aθήνα / Atene
- B - Βόλος / Volo
- Δ - Δράμα / Drama
- Ηπ - Ήπειρος / Epiro
- Θ - Θεσσαλονίκη / Salonicco
- Θρ - Θράκη / Tracia
- Κ - Κοζάνη / Kozani
- Κρ - Κρήτη / Creta
- Λ - Λαμία / Lamia
- Λρ - Λάρισα / Larissa
- Μ - Μυτιλήνη / Mitilene
- Π - Πάτρα / Patrasso
- Ρ - Ρόδος / Rodi
- Τ - Τρίκαλα / Trikala
- Τρ - Τρίπολη / Tripoli

### Lettera/e e tipo di veicolo associato

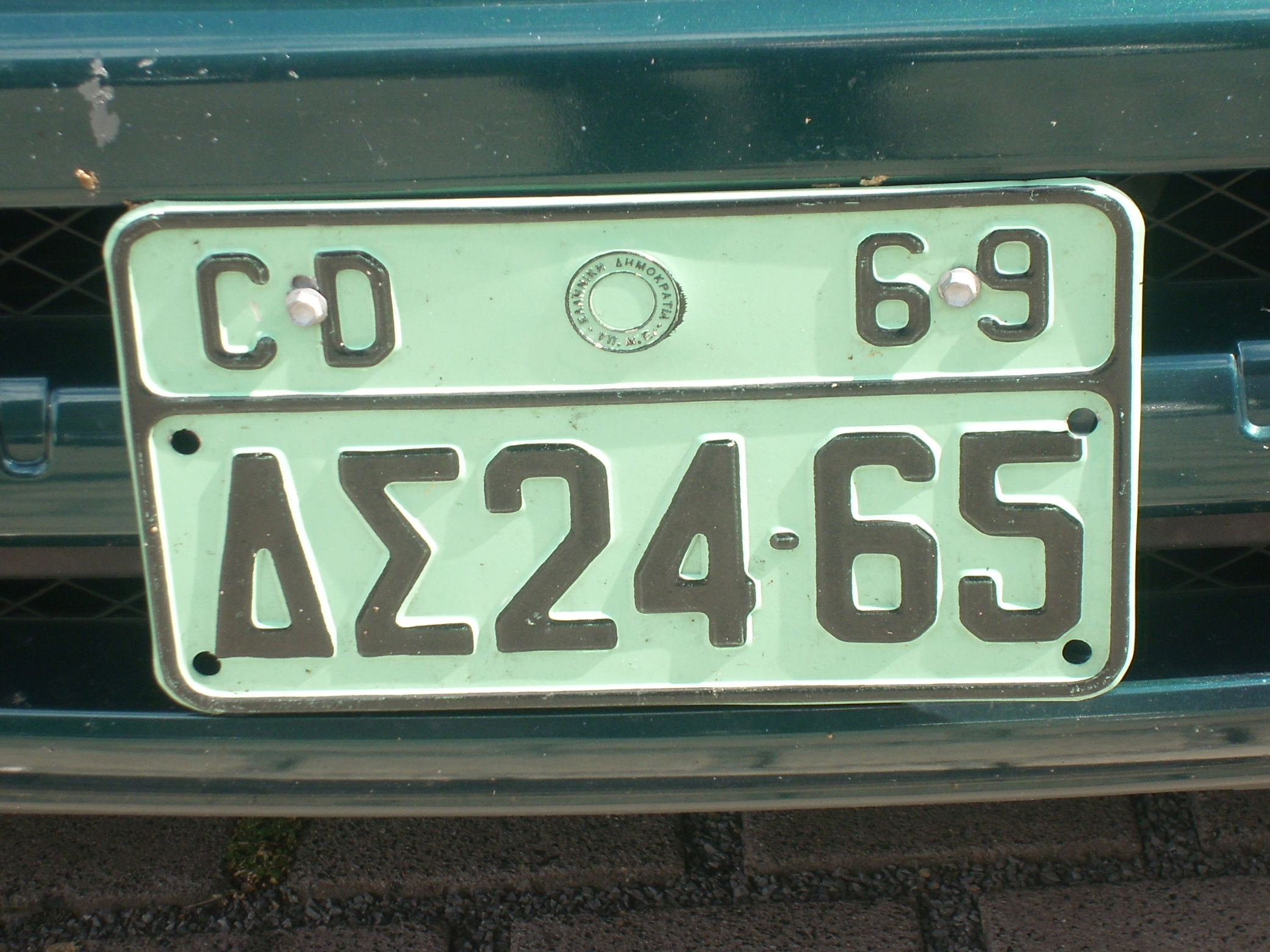
Targa diplomatica con formato 1956–31 dicembre 1971 (69 = 1969)

- ΑΝΑΠ. ΠΟΛΕΜΟΥ (bianco su blu) - veicolo per invalidi di guerra
- ΔΣ a sinistra in basso prima delle cifre e CD in alto a sinistra dello stemma, a destra sono impresse le ultime due cifre dell'anno di immatricolazione (nero su verde acqua) - Διπλωματικό Σώμα = Corpo diplomatico
- ΔΧ (rosso scuro su bianco) - Δημόσια Χρήση = uso pubblico
- Ε (nero su bianco) - targa prova di un'auto (E è l'iniziale di Επιβατηγά = autovettura omologata per il trasporto di passeggeri)
- EE (nero su giallo) - veicolo esentasse (dal 1963)
- IX (bianco su azzurro) - Ιδιωτική Χρήση = uso privato
- IX ME, (dal 1963) ME IX[20] - Ιδιωτική Χρήση – Μηχάνημα Έργων = uso privato – macchina edile
- ΚΥ (nero su bianco) - Κρατική Υπηρεσία = autorità governativa
- Μ (bianco su azzurro) - Μοτοσικλέτα = motoveicolo
- M (bianco su nero) - targa prova di un motoveicolo (Μοτοσικλέτα)
- ΞΑ (nero su giallo, codice a sinistra dello stemma, a destra sono impresse le ultime due cifre dell'anno di immatricolazione) - Ξένες Αποστολές = Missioni diplomatiche all'estero
- Ρ (rosso su bianco) - Ρυμουλκούμενο = rimorchio
- Τ (rosso su bianco) - Ταξί = taxi
- ΦΔΧ (rosso su bianco)[21] - Φορτηγό Δημόσια Χρήση = camion per uso pubblico
- ΦΛ (nero su bianco) - Φορτηγά και Λεωφορεία = targa prova di un veicolo commerciale (camion) o autobus